# Carles Barraquer i Rovira
Carles Barraquer (Girona, 1833 – Madrid, 1902) fou un militar català, general de brigada d'enginyers, governador civil de Girona durant la restauració borbònica.
La seva carrera militar va començar el 1846, amb l'ingrés com a cadet al Colegio General Militar de Segovia, d'on va sortir com a alferes el 1848. Després va estudiar a l'Acadèmia d'Enginyers de Guadalajara i el 1853 en va sortir amb el grau de tinent del cos. El 1854, per la seva participació en els fets revolucionaris que van tenir lloc a Madrid se li va atorgar el grau de capità d'infanteria. El 1861, ja capità del cos d'enginyers, va estar destinat uns mesos a Galícia.
El febrer de 1862, amb el càrrec de comandant va embarcar cap a l'illa de Santo Domingo destinat al cos de l'exèrcit que s'hi havia d'organitzar. A més de ser al front de la Comandància d'Enginyers de l'Illa, en va ser director d'Obres Públiques i va ocupar-se de la fortificació de diversos indrets (entre els quals l'església de San Lorenzo de Minas) i de la construcció de ponts necessaris per a la campanya a l'illa. Pels seus serveis a Santo Domingo el van promoure al grau de tinent coronel d'infanteria.
Va participar en la repressió dels rebels de Cuba en 1863 i 1865 i el maig de 1865 va tornar a la península de permís. El juny de l'any següent en rebre permís per quedar-se definitivament a la península, va perdre el grau de comandant d'enginyers perquè el grau rebut en marxar a Santo Domingo només es mantenia s'estava a destí. El 1965 s'incorpora a la Direcció Subinspecció de Catalunya. També fou un veterà de la tercera guerra carlina (va participar en operacions a Catalunya i a Navarra) i durant uns dies de febrer de 1875 fou governador civil de la província de Girona. Després de dirigir diverses obres com a comandant d'enginyers de Girona, el 1881 va ser nomenat cap de la Comissió de Defensa de la Frontera i Aquarteraments de la plaça de Barcelona i el mateix any van designar-lo cap de la Comandància d'Enginyers de la mateixa ciutat, on va dirigir diverses obres, entre les quals la caserna Jaume I i l'edifici Roger de Llúria (actualment formen part del Campus de la Ciutadella de la Universitat Pompeu Fabra), alhora que exercia de director de telègrafs militars i s'ocupava d'altres comissions.
Assoliria el grau de general de brigada del cos d'enginyers (el 1891). El 1894 fou enviat a Cuba novament, on el 1895 va encarregar-se de la fortificació de l'Havana. El 1897 va tornar a la península per malaltia i el 1899, tot i haver passat a la reserva, en atenció al seus serveis de tants anys, van nomenar-lo director general de l'Institut Geogràfic i Estadístic. El 1901 va demanar la jubilació.